# Heckle et Jeckle
The Heckle and Jeckle Show
Pour les articles homonymes, voir Heckle et Jeckle (homonymie).
Ne doit pas être confondu avec Heckel ou George A. Jeckell.
Heckle et Jeckle (également dénommés Hulu et Berlu) sont deux personnages de dessin animé et de bandes dessinées américains, ainsi qu'une série de courts-métrages animés créés par Paul Terry en 1946, sous les traits de deux oiseaux (des pies ou des corbeaux selon certaines sources) présentés comme des oiseaux anthropomorphes doués de langage humain.
Ces complices presque jumeaux sont des aventuriers itinérants, rusés, opportunistes, blagueurs, moqueurs, nonchalants aussi bien qu'agressifs. Leur première apparition au cinéma date du 4 janvier 1946.

## Historique

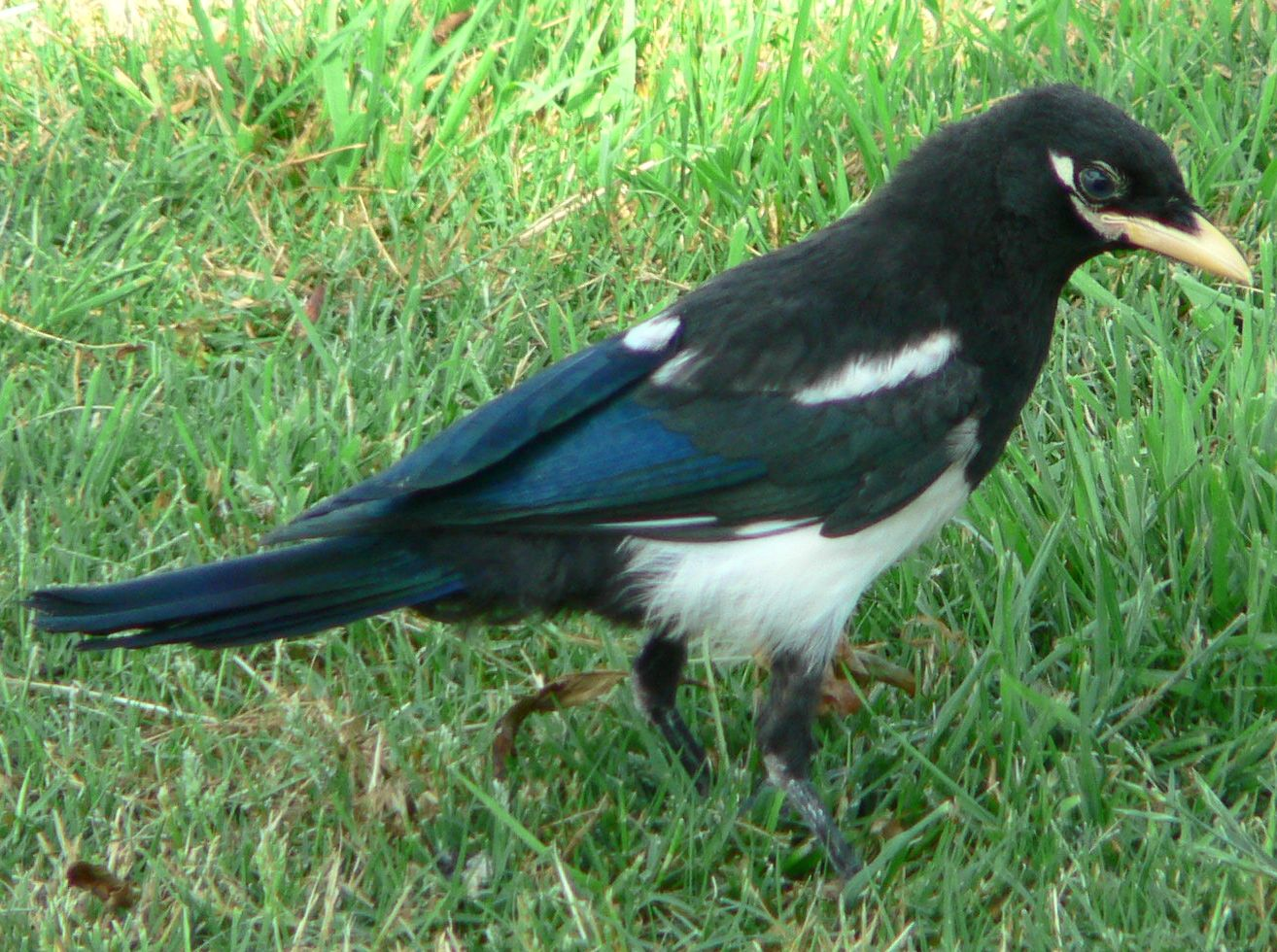
Pie à bec jaune

Les deux personnages apparaissent pour la première fois, sans être nommés, dans le court métrage The Talking Magpies en janvier 1946 sous la forme de deux pies bavardes (« magpie » en anglais) bien que la chanson du générique en français, écrite et composée par Bob Quibel et Michel Salva en 1982, les présente comme étant de « joyeux corbeaux ».
Ces deux protagonistes créés dans la même verve et la même inspiration que les nombreux cartoons de l'époque (Tom et Jerry, Bugs Bunny, Woody Woodpecker) ont été créés par les studios Terrytoons, appartenant à Paul Terry pour le compte la 20th Century Fox qui en assura la distribution dans les salles.
Dans certaines publications de bandes dessinées, les personnages sont également dénommés Hurlu et Berlu.

## Personnages
Heckle et Jeckle sont des pies bavardes au plumage noir et blanc et au bec jaune parfaitement identiques (à priori des Pica nuttalli, oiseau endémique de la Californie, état américain où sont installés les studios de la société d'animation) mais présentant des personnalités différentes. Dans la version originale leur accent permet de les différencier (Heckle s'exprime avec un accent américain, typique de Brooklyn et Jeckle avec un accent britannique assez distingué),.
Les autres personnages sont des animaux (très souvent des chiens) présentant des caractéristiques anthropomorphique (bipèdes et s'exprimant verbalement).

## Filmographie

### Série originale (Paul Terry)
- The Talking Magpies (première apparition en janvier 1946)
- The Heckle and Jeckle Show (première série 1956 - 1971), diffusée en France sur la chaine TF1 en septembre 1982, dans l'émission Les Pieds au mur, présentée par Nicolas Hulot

### Nouvelles séries (Filmation)
- Heckle and Jeckle (série animée, 1969), de trente-deux épisodes (quatre saisons) de 7 minutes produite par Filmation
- The New Adventures of Mighty Mouse and Heckle and Jeckle (série d'animation américaine en seize épisodes de 25 minutes, 1979)

### Voix originales
- Sid Raymond (1946-1947)[8].
- Ned Sparks (1947-1951)
- Roy Halee (1951-1961)
- Dayton Allen (1956-1966)

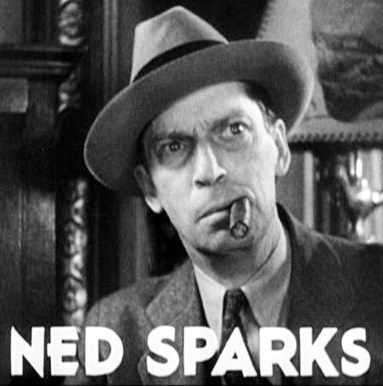
L'acteur Ned Sparks est une des premières voix originales des deux personnages de la série

- Frank Welker est la voix des nouvelles séries produites par Filmation.

## Hommages
Dans La série d'animation américaine Les Simpson, l'épisode intitulé La Dernière Invention d'Homer (The Wizard of Evergreen Terrace)  (1998), Homer Simpson imagine ses propres funérailles durant lesquelles Heckle et Jeckle sont présentes.